# Lijst van weg- en veldkapellen in Bladel
Dit is een onvolledige lijst van veldkapellen in de gemeente Bladel. Kapelletjes komen vooral in het zuiden van Nederland voor en werden dikwijls gebouwd ter verering van een heilige.
| Kapel                             | Adres                                           | Plaats    | Bouwperiode | Architect        | Foto |
| --------------------------------- | ----------------------------------------------- | --------- | ----------- | ---------------- | ---- |
| Mariakapel                        | Molenweg                                        | Bladel    | 1968        |                  |      |
| Heilig-Hartkapel                  | Sniederslaan 48                                 | Bladel    | 1936        |                  |      |
| Maria, Koningin van de Vredekapel | Westelbeersedijk (Bossen)                       | Casteren  | 2005        |                  |      |
| Mariakapel                        | Ganzestraat                                     | Hapert    | 1954        | van der Hart, H. |      |
| Mariakapel                        | Hoef-Hoogcasterseweg                            | Hoogeloon | 1940        | Jos. Bedaux      |      |
| Maria Rosa Mysticakapel           | De Hoeve-Beemke                                 | Netersel  |             |                  |      |
| Mariakapel (Gedachteniskapel)     | Carolus Simplexplein-Fons van der Heijdenstraat | Netersel  | 1947        |                  |      |